# كاراجا
كاراجا أو منطقة كاراجا الإدارية أو منطقة كاراجا هي منطقة إدارية في الفلبين تحتل القسم الشمالي الشرقي من جزيرة مينداناو. تأسست المنطقة في 23 فبراير 1995.

## التقسيمات
تتألف من 5 مقاطعات، ومن 6 مدن، ومن 67 بلدية و1311 قرية:

### المقاطعات
1. أغوسان ديل نورت
2. أغوسان ديل سور
3. جزر ديناغات
4. سوريجاو ديل نورت
5. سوريجاو ديل سور.

### المدن
1. بايوجان
2. بيسليج
3. بوتوان
4. كابادباران
5. مدينة سوريجاو
6. تانداغ.